# Entführung von EgyptAir Flight 648
EgyptAir Flug 648 war ein planmäßiger internationaler Flug zwischen dem Ellinikon International Airport in Athen (Griechenland) und dem Cairo International Airport (Ägypten). Am 23. November 1985 wurde eine Boeing 737-266, die diesen Flug durchführte, von der palästinensischen Terrororganisation Abu Nidal entführt. Bei dem darauffolgenden Zugriff durch ägyptische Spezialeinheiten kamen 56 der 86 Passagiere, 2 der 3 Entführer und 2 der 6 Besatzungsmitglieder ums Leben, wodurch die Entführung von Flug 648 zu einem der Vorfälle dieser Art mit den meisten Todesopfern in der Geschichte wurde.

## Das Flugzeug
Das betroffene Flugzeug war eine zu diesem Zeitpunkt neun Jahre alte Boeing 737-266 mit der Seriennummer 21191 und dem Kennzeichen SU-AYH, die 1976 von Boeing Commercial Airplanes hergestellt wurde. Sie war mit zwei Pratt & Whitney JT8D-17-Triebwerken ausgestattet.

## Die Entführung
Am 23. November 1985 startete Flug 648 um 20 Uhr auf seiner Route von Athen nach Kairo. Zehn Minuten nach dem Abheben wurde das Flugzeug von drei palästinensischen Mitgliedern der Abu-Nidal-Gruppe entführt – derselben Gruppe, die ein Jahr später auch für die Entführung des Pan-Am-Flugs 73 verantwortlich war. Die Terroristen, die sich über die Bordsprechanlage als „ägyptische Revolutionäre“ bezeichneten, waren schwer bewaffnet mit Pistolen und Granaten. Insbesondere war dies für das griechische Flughafen-Sicherheitspersonal peinlich, da diese alle Passagiere angeblich fünfmal überprüft hätten.
Der Anführer der Terroristen, Salem Chakore, begann, die Pässe der Passagiere zu kontrollieren, während Omar Rezaq das Cockpit aufsuchte, um den Kurs des Flugzeugs zu ändern. Chakore wies die europäischen, australischen, israelischen und amerikanischen Passagiere an, sich im vorderen Teil des Flugzeugs hinzusetzen, während die restlichen Passagiere, darunter Griechen und Ägypter, nach hinten geschickt wurden. Als Chakore den australischen Passagier Tony Lyons (36 Jahre) mit einer Kamera sah, glaubte er, dass Lyons ein Foto von ihm gemacht habe. Chakore riss ihm die Kamera ab, zog den Film heraus und warf die Kamera gegen die Wand. Schließlich stieß Chakore auf Methad Mustafa Kamal (26 Jahre), einen Agenten des ägyptischen Sicherheitsdienstes, der scheinbar in seine Jacke griff, um seinen Pass herauszuholen. Stattdessen zog Kamal eine Pistole und eröffnete das Feuer, wobei er Chakore tötete. Danach lieferte er sich einen Schusswechsel mit dem anderen Entführer, Bou Said Nar Al-din Mohammed (Nar Al-Din Bou Said). Es fielen 19 Schüsse, bis Kamal und zwei Flugbegleiter von Rezaq verletzt wurden. Durch den Schusswechsel wurde der Rumpf des Flugzeugs durchlöchert, was zu einem rapiden Druckabfall führte. Das Flugzeug musste in eine niedrigere Höhe sinken, um das Atmen für Besatzung und Passagiere zu ermöglichen, wobei die Sauerstoffmasken auslösten.
Das ursprüngliche Ziel der Entführer war Libyen, aber aufgrund von Treibstoffmangel und Schäden durch den Schusswechsel wurde Malta als Alternative gewählt. Beim Anflug auf Malta war das Flugzeug bereits stark beschädigt, hatte ernste Druckprobleme und verwundete Passagiere an Bord. Die maltesischen Behörden verweigerten jedoch die Landeerlaubnis; die maltesische Regierung hatte bereits zuvor entführten Flugzeugen die Landung verweigert, so auch am 23. September 1982, als ein Alitalia-Flugzeug auf dem Weg nach Italien entführt wurde. Die Entführer bestanden jedoch auf der Landung und zwangen die Piloten Hani Galal und Imad Mounib (beide 39 Jahre), auf dem Flughafen Luqa zu landen. Als letzter Versuch, die Landung zu verhindern, schaltete man die Landebahnbeleuchtung aus, doch der Pilot konnte das beschädigte Flugzeug dennoch sicher landen.

## Nationalitäten der Täter und Opfer
Diese Auflistung erfolgt gemäß der Bekanntgabe der New York Times. Unter anderem war die Schauspielerin Lupita Pallás, die zusammen mit ihrer Tochter Laila bei der Entführung verstarb.
| Herkunftsland                           | Passagiere | Besatzung | Insgesamt |
| --------------------------------------- | ---------- | --------- | --------- |
| Australien                              | 2          | 0         | 2         |
| Belgien                                 | 1          | 0         | 1         |
| Ägypten (u. a. 3 Luftsicherheitsbeamte) | 30         | 6         | 36        |
| Griechenland                            | 17         | 0         | 17        |
| Palestina                               | 11         | 0         | 11        |
| Philippinen                             | 16         | 0         | 16        |
| Vereinigte Staaten von Amerika          | 3          | 0         | 3         |
| Kanada                                  | 2          | 0         | 2         |
| Israel                                  | 2          | 0         | 2         |
| Mexiko                                  | 2          | 0         | 2         |
| Spanien                                 | 1          | 0         | 1         |
| Ghana                                   | 1          | 0         | 1         |
| Frankreich                              | 1          | 0         | 1         |
| Andere (die Entführer)                  | 3          | 0         | 3         |
| Insgesamt                               | 92         | 6         | 98        |

## Verhandlungen und Geißeltötungen
Zunächst waren die maltesischen Behörden optimistisch, die Krise lösen zu können. Malta hatte gute Beziehungen zur arabischen Welt und hatte 12 Jahre zuvor eine ähnlich brisante Situation erfolgreich gemeistert, als eine Boeing 747-200 der KLM (Flug 861) unter ähnlichen Umständen in Malta landete. Der maltesische Premierminister Karmenu Mifsud Bonnici eilte zum Kontrollturm des Flughafens und übernahm die Verantwortung für die Verhandlungen.
Die verbleibenden beiden Entführer erlaubten es Ärzten und Technikern, die Verletzten und die Schäden am Flugzeug zu begutachten. Die Mediziner bestätigten, dass der Anführer der Entführer, Salem Chakore, tot war, während der Flugsicherheitsbegleiter Kamal, der ihn getötet hatte, noch lebte. Voller Wut schoss Omar Rezaq, der nun die Führung übernahm, erneut auf Kamal, als dieser aus dem Flugzeug geführt wurde. Kamal überlebte jedoch auf wundersame Weise. Der Arzt erklärte Rezaq daraufhin, dass der Flugsicherheitsbegleiter tot sei, und konnte ihn so aus dem Flugzeug bringen.
Unterstützt von einem Dolmetscher verweigerte Bonnici die Betankung des Flugzeugs und weigerte sich ebenfalls, die maltesischen Streitkräfte, die das Flugzeug umzingelt hatten, zurückzuziehen, bis alle Passagiere freigelassen worden waren. Daraufhin durften 16 philippinische und 16 ägyptische Passagiere sowie zwei verletzte Flugbegleiter das Flugzeug verlassen. Die Entführer begannen jedoch damit, Geiseln zu erschießen, beginnend mit der 24-jährigen Israelin Tamar Artzi, die sie in Kopf und Rücken trafen. Artzi überlebte ihre Verletzungen. Rezaq, der das Kommando über die Entführung übernommen hatte, drohte, alle 15 Minuten eine Geisel zu töten, bis seine Forderungen erfüllt würden. Sein nächstes Opfer war die 23-jährige Israelin Nitzan Mendelson, die eine Woche später für hirntot erklärt wurde. Mendelson leistete zunächst Widerstand, sodass Rezaq sie am Haar packte und führte zur Treppe führte, bevor er auf sie schoss und ihre Leiche die Stufen hinunterwarf. Dabei bemerkte er, dass Artzi sich noch bewegte. Er schoss ihr erneut in den Rücken von oben auf der Treppe. Artzi überlebte jedoch weiterhin. Danach richtete er seine Waffe auf drei Amerikaner und ließ ihnen die Hände auf dem Rücken zusammenbinden.
Nachdem Mendelson erschossen worden war, umstellten maltesische Soldaten das Flugzeug. Rezaq entdeckte sie durch das Fenster im Cockpit und forderte deren Rückzug. Doch die Verhandler teilten ihm mit, dass er keine andere Wahl habe, als sich zu ergeben. Rezaq wurde informiert, dass amerikanische Jets, die in Italien stationiert waren, das Flugzeug abfangen und abschießen würden, sollte es Malta verlassen. Dies brachte Rezaq zur Weißglut.
Über die Bordsprechanlage ließ Rezaq einen Flugbegleiter den 28-jährigen Amerikaner Patrick Scott Baker nach vorne rufen. Rezaq hielt inne, als Baker ihm beim Herantreten direkt in die Augen sah. Tony Lyons, ein australischer Passagier, der die Treppe von seinem Fensterplatz aus sehen konnte, gab später an, dass er beobachtete, wie Rezaq seine Waffe heben musste, um auf Baker zu schießen, da dieser etwa 1,95 Meter groß war. Die Kugel streifte Bakers Schädel, als er im letzten Moment den Kopf bewegte und sich tot stellte. Rezaq stieß seinen Körper die Treppe hinunter. Baker wartete einige Minuten, bevor er, immer noch mit hinter dem Rücken gefesselten Händen, die Flucht ergriff.
Fünfzehn Minuten später rief Rezaq die 38-jährige Scarlett Marie Rogenkamp, eine zivile Mitarbeiterin der U.S. Air Force, nach vorne. Er zwang sie, sich auf der Treppe hinzuknien, und erschoss sie von hinten in den Kopf, was ihren sofortigen Tod zur Folge hatte. Ihr Körper wurde später in ein Krankenhaus gebracht, wo sie von Baker identifiziert wurde.
Jackie Nink Pflug, 30 Jahre alt, wurde erst am nächsten Morgen erschossen. Von den fünf Passagieren, auf die geschossen wurde, überlebten Artzi, Baker und Pflug; Mendelson verstarb eine Woche nach der Entführung in einem maltesischen Krankenhaus, nachdem sie für hirntot erklärt worden war. Pflug schwebte fünf Stunden lang zwischen Bewusstsein und Bewusstlosigkeit, bis sie von einem Bodenpersonal auf dem Weg zur Leichenhalle entdeckt wurde. Sie stellten fest, dass sie noch lebte, und brachten sie eilig ins nahegelegene Krankenhaus.
Frankreich, das Vereinigte Königreich und die Vereinigten Staaten boten alle an, Anti-Entführungseinheiten zu entsenden. Bonnici stand unter Druck der Entführer, der USA sowie der ägyptischen Botschafter, die sich alle am Flughafen befanden. Die bündnislose maltesische Regierung befürchtete, dass die Amerikaner oder Israelis eintreffen und die Kontrolle übernehmen würden, da die US-Marinebasis Sigonella nur 20 Minuten entfernt war. Ein Transportflugzeug des Typs C-130 Hercules der US Air Force mit einem Aeromedical-Evakuierungsteam vom Stützpunkt Rhein-Main bei Frankfurt sowie schnell einsetzbaren chirurgischen Teams des Luftwaffen-Medizinzentrums Wiesbaden wartete auf Abruf im US-Marinekrankenhaus in Neapel.
Als die USA den maltesischen Behörden mitteilten, dass Ägypten eine von der amerikanischen Delta Force trainierte Spezialeinheit zur Terrorismusbekämpfung bereitstehen hatte, wurde deren Einsatz genehmigt. Die ägyptische Einheit 777 unter dem Kommando von Generalmajor Kamal Attia wurde eingeflogen, begleitet von vier amerikanischen Offizieren. Die Verhandlungen wurden so lange wie möglich hinausgezögert, und es wurde vereinbart, das Flugzeug am Morgen des 25. November anzugreifen, wenn das Essen an Bord gebracht werden sollte. Als Catering-Mitarbeiter verkleidete Soldaten sollten die Tür blockieren und den Angriff starten.

## Sturm auf das Flugzeug
Ohne Vorwarnung begannen die ägyptischen Kommandos den Angriff etwa anderthalb Stunden früher als ursprünglich geplant. Sie sprengten die Passagiertüren und Gepäckabteil-Türen mit Sprengstoff auf. Zweiundfünfzig Passagiere, darunter schwangere Frauen und Kinder, erstickten an den Rauchgasen, die das Flugzeug einhüllten, nachdem die Soldaten eine Bombe unter dem Rumpf platziert hatten, um Zugang zum Frachtraum zu erlangen. Fünf weitere Passagiere wurden von den Soldaten erschossen. Laut Dr. Abela Medici wurden zwei Kilogramm des hoch explosiven Sprengstoffs Semtex verwendet, was mehr Sprengkraft als nötig lieferte. Mifsud Bonnici erklärte, dass diese Explosionen das Innere des Flugzeugs in Brand setzten und zu weitreichenden Erstickungen führten. Die Times of Malta berichtete jedoch, dass die Entführer, als sie den Angriff bemerkten, Handgranaten in den Passagierbereich warfen, wodurch Menschen getötet wurden und das Feuer an Bord ausbrach.
Der Sturm auf das Flugzeug forderte das Leben von 54 der verbliebenen 87 Passagiere, sowie zweier Besatzungsmitglieder und eines Entführers. Nur ein Entführer, Omar Rezaq, überlebte und blieb zunächst von der maltesischen Regierung unentdeckt. Rezaq trat aus dem Cockpit und wurde von einem Kommandosoldaten in die Brust geschossen, während er eine Granate warf. Kapitän Galal versuchte daraufhin, Rezaq mit der Cockpitaxt anzugreifen, doch Rezaq konnte entkommen. (The New York Times berichtete jedoch an einer Stelle, dass der Kommandant der Entführer Kapitän Galal in die Stirn schoss, Galal den Entführer daraufhin mit einer Axt schlug und dieser dann von ägyptischen Soldaten erschossen wurde.) Keiner der ägyptischen Kommandosoldaten kam ums Leben, jedoch verlor einer ein Bein.
Rezaq entfernte seine Kapuze und Munition und gab sich als verletzter Passagier aus. Die ägyptischen Kommandos verfolgten Rezaq bis zum St Luke’s General Hospital und drangen, die Ärzte und das medizinische Personal mit vorgehaltener Waffe bedrohend, in die Notaufnahme ein, um ihn zu finden. Er wurde verhaftet, als einige der Passagiere im Krankenhaus ihn erkannten. Rezaq wurde in Malta vor Gericht gestellt, jedoch aufgrund fehlender Anti-Terror-Gesetze wegen anderer Straftaten angeklagt. In Malta herrschte weit verbreitete Angst, dass Terroristen als Vergeltung ein maltesisches Flugzeug entführen oder einen Terroranschlag in Malta verüben könnten. Rezaq erhielt eine 25-jährige Haftstrafe. Aus ungeklärten Gründen ließen die maltesischen Behörden ihn jedoch etwa sieben Jahre später, im Februar 1993, frei und ermöglichten ihm die Ausreise nach Ghana. Seine Freilassung führte zu einem diplomatischen Zwischenfall zwischen Malta und den USA, da das maltesische Recht strikt verbietet, eine Person in einer beliebigen Gerichtsbarkeit erneut wegen derselben Taten anzuklagen, was weitreichendere Beschränkungen als das klassische Verbot der doppelten Strafverfolgung beinhaltet.
Rezaqs Reiseroute führte ihn zunächst nach Nigeria, dann nach Äthiopien und schließlich in den Sudan. Die ghanaischen Behörden hielten Rezaq mehrere Monate fest, ließen ihn aber schließlich die Weiterreise nach Nigeria antreten. Als sein Flugzeug in Nigeria landete, verweigerten die nigerianischen Behörden ihm die Einreise und übergaben ihn FBI-Agenten, die ihn in die Vereinigten Staaten brachten. Vor einem US-Gericht wurde Rezaq am 8. Oktober 1996 zu einer lebenslangen Haftstrafe ohne Möglichkeit auf Bewährung verurteilt.

## Kommentare und Kritik
In seinem 1989 veröffentlichen Buch Massacre in Malta schreibt John A. Mizzi:

„Malta sah sich mit einem Problem konfrontiert, für das es schlecht gerüstet war. Zwar vertraten die Behörden eine entschiedene Haltung, indem sie den Entführern den Zugang zu Treibstoff verweigerten, doch fehlte es an vernünftigen Maßnahmen, um die Konsequenzen dieser Entscheidung zu bewältigen – bedingt durch politische Voreingenommenheit und mangelnde Erfahrung. Zu Beginn wurde kein geeignetes Team eingerichtet, um die Krise zu bewerten oder schrittweise zu bewältigen, obwohl erst wenige Tage zuvor auf Wunsch der Regierung ein Krisenmanagementkurs von einem Team amerikanischer Experten in Malta organisiert worden war.“

Er fügt außerdem hinzu:

„Die ägyptischen Kommandos handelten mit zu großer Eigenständigkeit und überschritten dabei ihre Mission, ohne genügend Rücksicht auf die Sicherheit der Passagiere zu nehmen. Sie waren entschlossen, die Entführer um jeden Preis zu stellen. Die anfängliche Weigerung der maltesischen Regierung, die von der US-Botschaft in Malta angebotenen Anti-Terror-Ressourcen des US-Außenministeriums – ein Team unter der Leitung eines Generalmajors mit Abhörgeräten und weiterer Ausrüstung – anzunehmen, trug maßgeblich zur Fehlkoordination der gesamten Operation bei. Diese Entscheidung wurde erst rückgängig gemacht, als es bereits zu spät war.“

Mizzi erwähnte außerdem, dass die maltesischen Soldaten in der Nähe des Flugzeugs zwar mit Gewehren ausgestattet, jedoch ohne Munition versehen waren. Ein Bericht des italienischen Geheimdienstes über das Ereignis zeigte auf, dass das Feuer im Flugzeug durch die ägyptischen Kommandos verursacht wurde, die im Frachtraum des Flugzeugs Sprengstoff platzierten – dem verletzlichsten Teil des Flugzeugs, da sich dort die Sauerstofftanks befanden, die explodierten. Während der Entführung erhielten nur die Medien der Sozialistischen Partei und das staatlich kontrollierte Fernsehen Informationen über das Geschehen. Die Zensur war derart streng, dass die maltesische Bevölkerung erstmals durch den italienischen Radiosender RAI TV von der Katastrophe erfuhr, als der Korrespondent Enrico Mentana live am Telefon berichtete: „Parlo da Malta. Qui c'è stato un massacro ...“ („Ich spreche aus Malta. Hier hat gerade ein Massaker stattgefunden ...“). Kurz vor dieser Übertragung hatte eine Nachrichtensendung im maltesischen Staatsfernsehen fälschlicherweise verkündet, dass alle Passagiere freigelassen worden seien und in Sicherheit wären.
Die Entscheidungen der maltesischen Regierung stießen international auf Kritik. Die Vereinigten Staaten protestierten bei Malta, weil das eingesetzte US-Personal, das zur Lösung der Situation beigetragen hätte, auf das Hauptquartier des Luftgeschwaders und die US-Botschaft in Floriana beschränkt wurde. Die USA stuften die Lage als so ernst ein, dass sie Marineeinheiten, darunter einen Flugzeugträger, in Richtung Malta beorderten, um auf alle Eventualitäten vorbereitet zu sein.
EgyptAir bedient weiterhin die Strecke Athen–Kairo, nun jedoch mit den Flugnummern 748 und 750 und einer Boeing 737-800. Die Flugnummer 648 wird heute auf der Strecke Riad–Kairo genutzt.

## Popkultur-Referenzen und Einfluss
Die Ereignisse der Entführung wurden von der amerikanischen Überlebenden Jackie Nink Pflug, die in den Kopf geschossen worden war, in der Fernsehsendung I Survived... des Biography Channel erzählt, die am 13. April 2009 ausgestrahlt wurde. Laurence Zrinzo, der Neurologe und Neurochirurg, der die Neurochirurgie als Fachgebiet auf den maltesischen Inseln etablierte, führte Pflugs neurochirurgischen Eingriff durch. In ihrem 2001 veröffentlichten Buch Miles To Go Before I Sleep beschreibt Pflug Einzelheiten über den Flug und den Angriff. Der Vorfall wurde in der Episode „Terror in the Skies“ von Interpol Investigates, ausgestrahlt auf dem National Geographic Channel, dargestellt und nachgestellt.
Die Entführung wird auch im Detail von Überlebenden und Augenzeugen in der Declassified-Episode „Terror in the Sky: To Catch a Hijacker“ geschildert.
Darüber hinaus ist die Entführung Thema des Buches Valinda, Our Daughter, geschrieben von der kanadischen Autorin Gladys Taylor.
Die Ereignisse der Entführung werden zudem in Brad Thors Roman Path of the Assassin beschrieben und zur Weiterentwicklung der Handlung genutzt.